# Johannes Plavius
Johannes Plavius (* um 1600; † nach 1630) war ein Danziger Dichter und Privatgelehrter.

## Leben
Die Lebensdaten von Plavius sind nicht bekannt. Sehr wahrscheinlich stammt er aus Thüringen, da ein „Johannes Plavius Tyrigotanus“ im Wintersemester 1621 an der Brandenburgischen Universität Frankfurt immatrikuliert war und Plavius sich in einigen seiner Gedichte (zum Beispiel im Epithalamium für Augustin Clüppel von 1627) „M. Johannes Plavius Nehusâ Thüringus“ nennt, also „Magister Johannes Plavius aus Neuhaus(?) in Thüringen“. Da als Name auch „Johannes Plauen“ erscheint, hat man davon eine Herkunft aus dem sächsischen Plauen abgeleitet.
Fassbar wird Plavius ab 1624 mit Gelegenheitsgedichten zu Hochzeiten (Epithalamien), mit denen er offenbar um Gönner unter den Bürgern der Stadt warb. Außerdem scheint er eine private Lateinschule betrieben oder als Privatlehrer gearbeitet zu haben, da Michael Albinus in seinen Lebenserinnerungen die „M. Johannes Plavii Institution“ erwähnt. Im Kreis der Danziger Barockdichter war Plavius mit dem Astronomen Peter Crüger (1580–1639) und dem Rektor Johann Georg Moeresius (1598–1657) bekannt. Moeresius war der Schwager von Susanne Nuber, Tochter eines Danziger Pfarrers, der Plavius einige Gedichte widmete. Ob es zu einer Heirat mit der Pfarrerstochter kam, ist nicht bekannt.
Seinen Status als Gelehrter belegte er durch zwei lateinische Abhandlungen. 1628 erschien Praecepta logicalia, eine Einführung in die aristotelische Logik. 1629 folgte Institutio poetica compendiosissima, eine kurzgefasste Regelpoetik nach Art des Julius Caesar Scaliger.
Nach 1630, dem Erscheinungsdatum seines Gedichtbandes, bestehend aus drei Teilen mit Treugedichten (Epithalamien), Trawr=gedichten (Trauergedichten, also Gelegenheitsgedichten anlässlich von Todesfällen) und Lehrsonnetten, fehlen jegliche Hinweise auf Plavius’ weiteres Leben. Auch Ort und Zeitpunkt seines Ablebens sind ungewiss.

## Rezeption
Erstaunlich ist die dünne Spur, die Plavius hinterließ:
Plavius war im Kreis der Danziger Dichter und darüber hinaus durchaus bekannt.
1629 machte Johann Mochinger, ab 1630 Professor der Rhetorik am Danziger Gymnasium, in einem Brief an Martin Opitz, den Poeta Laureatus der schlesischen Dichterschule, diesen auf Plavius als einen „Verehrer und Nachahmer“ aufmerksam.
Bis Mitte des 17. Jahrhunderts wurde er von zahlreichen bedeutenden deutschen Barockdichtern lobend erwähnt, zitiert und sogar nachgeahmt.
Georg Philipp Harsdörffer erwähnte ihn in den Frauenzimmer-Gesprächspielen mehrfach und druckte ein Gedicht von ihm in veränderter Form ab und Andreas Tscherning führt ihn an mehreren Stellen in seinem Unvorgreiffliche Bedencken an – zu nennen sind weiter Andreas Gryphius, Ernst Christoph Homburg, Wenzel Scherffer von Scherffenstein und  Philipp von Zesen – gegen Ende des Jahrhunderts aber begannen Dichter wie Gottfried Wilhelm Sacer und Erdmann Neumeister sich zu distanzieren und sich über Plavius’ Neigung zu Diminutivreimen („Röselein“ und „Wängelein“) und metrische Freiheiten lustig zu machen. In der Folge wurde er vergessen.
Nach heutiger Einschätzung gilt Plavius jedoch als handwerklich durchaus versierter Lyriker, der innovativ wirkte durch Erneuerung antiker Odenformen (sein „Deutsches Sapphicum“ gilt als die erste deutsche sapphische Ode), frühen Gebrauch des Daktylus und die Rezeption zeitgenössischer niederländischer Dichter. Vor allem aber trug er durch seinen Zyklus christlich-stoischer Lehrsonette zur Etablierung des Sonetts als ernster Strophenform bei.

## Überlieferung
Das poetische Werk ist abgesehen von verstreuten Drucken einzelner Gedichte und Zitate nur in der 1630 bei dem Danziger Rats- und Gymnasialverleger Georg Rhete erschienenen, aus drei Teilen bestehenden Zusammenstellung Treugedichte. Trawr=gedichte. Lehrsonnette überliefert. Von dieser wiederum gibt es nur zwei Exemplare, von denen keines vollständig ist. Bei dem sogenannten „Berliner Exemplar“, das sich heute in der Jagiellonischen Bibliothek in Krakau befindet, fehlt der erste Bogen der „Treugedichte“, der vermutlich neben dem Gesamttitel und dem Titelblatt der Treugedichte die Vorrede und Einführung des Dichters sowie eventuelle Widmungsgedichte enthielt. Außer dem Berliner Exemplar wurde 1996 in der Lettischen Akademischen Bibliothek (Latvijas Akademiska biblioteka) in Riga ein Exemplar der Lehrsonette gefunden, das den dritten Teil eines Sammelwerkes bildete, dessen erste zwei Teile Schriften des Rigaer Poeten und Gelehrten Hermann Samson (Hermannus Samsonius; 1579–1643) bildeten, was vermuten lässt, dass die drei Teile von Plavius’ Werk unabhängig voneinander publiziert wurden, was dadurch unterstützt wird, dass nur die Lehrsonette eine Paginierung (Seiten 1 bis 104) aufweisen.

## Werke
- Praecepta logicalia. Andreas Hünefeld, Danzig 1628.
- Institutio poetica compendiosissima. Georg Rhete d. J., Danzig 1629.
- Treugedichte. Trawr=gedichte. Lehrsonnette. Georg Rhete d. J., Danzig 1630.
- M. Johannis Plavii Sonnete. Lettische Akademische Bibliothek, Riga (Rara-Abteilung), Sign. H4 (R 2098) (3).
- Anhang zweyer aussgespickter Traewgetichte, auss Herrn M. Johannis Plavii Poematibus. Georg Baumann, Breslau 1640.
- Trauer- und Treugedichte. In: Heinz Kindermann (Hg.): Danziger Barockdichtung. Reclam, Leipzig 1939.